# Généralité d'Amiens
1542–1789
(483 ans)
Entités précédentes :
- Création

Entités suivantes :
- Somme
- Aisne
- Oise
- Pas-de-Calais

La généralité d'Amiens est une circonscription administrative créée en 1542, son ressort concernant alors la Picardie. Lors de la création de la généralité de Soissons en 1595, elle perdit l'élection de Noyon. Par la suite on lui rattacha les gouvernements d'Ardres, Boulogne, Calais et Montreuil.
Au XVIIIe siècle, la généralité d'Amiens était mixte, comprenant six élections, mais aussi quatre gouvernements, soit le Boulonnais et le « pays reconquis » (Calais et Ardres).
En 1789, la généralité d'Amiens est du ressort du ministre de la Maison du roi.
Elle se composait de 14 subdélégations.

## La généralité d'après le Règlement général du 24 janvier 1789 (États généraux)
Noms des bailliages principaux, suivis du nombre de députés à élire et du nom des bailliages secondaires :
- Bailliage d'Amiens dont faisait partie la ville de Ham intra muros, 8 députés ;
- Sénéchaussée du Boulonnois à Boulogne, 4 députés ;
- Bailliage de Calais, 4 députés, (Ardres) ;
- Bailliage de Montreuil, 4 députés ;
- Gouvernement de Péronne, Montdidier et Roye, 8 députés ;
- Sénéchaussée de Ponthieu à Abbeville, 4 députés ;
- Bailliage de Saint-Quentin, 4 députés.

## Liste des circonscriptions administratives
La généralité étant une des circonscriptions administratives majeures, la connaissance historique du territoire concerné passe par l'inventaire des circonscriptions inférieures de toute nature. Cet inventaire est la base d'une exploration des archives réparties entre les différentes Archives départementales des départements compris dans la généralité.
Ne sont pas repris les bailliages ci-dessus, leurs appellations exactes restant en particulier à confirmer.
- Élection d'Abbeville

L'élection d'Abbeville avait été constituée par démembrement de celle d'Amiens. Elle ne présentait aucune cohésion territotiale. "C'était, écrit Jacques Dupâquier, une collection d'enclaves et d'imbrications évoquant un morcellement féodal plutôt qu'une circonscription administrative moderne. Vingt paroisses étaient en partie sur l'élection d'Amiens, vingt sur celle de Doullens ; ce qui complique encore les choses, c'est que le partage a varié, et que les collectes à cheval sur les limites ne formaient pas toujours paroisse ecclésiastique" (Statistiques démographiques du Bassin parisien, 1639-1720, Paris, Gauthier-Villars, 1977, p. 67)
- Subdélégation d'Abbeville
- Subdélégation d'Albert
- Élection d'Amiens

Lors de la création de l'élection d'Eu (août 1696), l'élection d'Amiens fut amputée de 10 paroisses (et de 3 paroisses mi-parties avec celle d'Abbeville).
- Subdélégation d'Amiens
- Gouvernement d'Ardres
- Subdélégation d'Ardres
- Gouvernement de Boulogne
- Subdélégation de Boulogne
- Subdélégation de Breteuil
- Gouvernement de Calais
- Subdélégation de Calais
- Subdélégation de Corbie (1731-1762)
- Élection de Doullens
- Subdélégation de Doullens
- Subdélégation de Grandvilliers (1753-1782)
- Élection de Montdidier
- Subdélégation de Montdidier
- Gouvernement de Montreuil
- Subdélégation de Montreuil
- Élection de Péronne
- Subdélégation de Péronne
- Subdélégation de Roye
- Subdélégation de Rue (1741-1759)
- Élection de Saint-Quentin
- Subdélégation de Saint-Quentin
- Subdélégation de Saint-Valery-sur-Somme

## Source
- Jacques Dupâquier, Statistiques démographiques du Bassin parisien, 1636-1720, Paris, Gauthier-Villars, 1977. On trouvera dans cet ouvrage la répartition des paroisses de la généralité entre les différentes élections, et l'évolution de la population de chaque paroisse (nombre de feux au XVIIe siècle et au début du XVIIIe).